# Producció de cinema digital
La producció de cinema digital consta dels processos, productes i sistemes que tendeixen a eliminar o minimitzar l'ús del suport químic (negatiu) en les fases d'elaboració i consum del producte cinematogràfic. El cinema digital es defineix llavors com aquell que utilitza la tecnologia digital per gravar, distribuir i projectar aquestes pel·lícules. El conjunt de la tecnologia i el posterior ús donen lloc a una alta resolució d'imatges, causada per l'absència dels aspectes negatius que apareixen en l'emmagatzematge habitual, mecànic. Aquest cinema es diferencia del cinema convencional, ja que es basa en la representació de la brillantor i el color píxel a píxel, en comptes de representar les imatges plasmades en una emulsió química sobre una pel·lícula.

## Adquisició digital
L'adquisició digital es fa a partir de sensors anomenats 3CCD. 3CCD: Té un triple sensor CCD amb una relació senyal-soroll de 57 dB. La llum que entra es descompon gràcies a tres prismes dicròtics, un per al canal R un per al canal G i un per al canal B. Cada feix de llum dividit, és dirigit al seu respectiu CCD; els sensors de R i G solen ser iguals, però el sensor de B pot estar optimitzat.
El sensor CCD de les càmeres electròniques consisteix en un patró de píxels rígids. Un píxel de sensor requereix un nivell mínim o exposició de fotons abans de poder generar una càrrega analògica que es tradueix com una tensió analògica. El voltatge és amplificat i repartit a un o més convertidors A/D que converteixen aquesta tensió en valors numèrics. En comptes d'imatges latents (com el cas de l'adquisició analògica) hi ha una representació numèrica de les dades de la imatge capturades per la matriu de píxels. Actualment aquesta tècnica de captació de vídeo és una bona opció per processos de colorimetria, aplicacions científiques i tècniques perquè permeten captar imatges amb gran resolució i qualitat cromàtica.
| Tipus           | Fabricant | Mostratge   | Núm. de bits per mostra | Píxels del CCD               | Format del píxel | Flux de dades de vídeo | Compressió | Suport       | Ús                    |
| --------------- | --------- | ----------- | ----------------------- | ---------------------------- | ---------------- | ---------------------- | ---------- | ------------ | --------------------- |
| DVDCAM          | Hitachi   | 4:2:0 (PAL) | 8                       | 1 x 400K                     | 720x576 (PAL)    | ¿?                     | Mpeg-2     | Disc DVD-RAM | Domèstic              |
| miniDV / DV     | Varis     | 4:2:0 (PAL) | 8                       | 1 x 400K, 1 x 960K, 3 x 470K | 720x576 (PAL)    | 25Mbits                | 5:1 DV-25  | miniDV i DV  | Domèstic/Professional |
| DVCAM           | Sony      | 4:2:0       | 8                       | 3 x 570K                     | 720x576 (PAL)    | 25Mbits                | 5:1 DV-25  | DVCAM        | Professional          |
| Betacam-SX      | Sony      | 4:2:2       | 8                       | 3 x 470K, 3 x 620K           |                  | 18Mbits                | Mpeg-2     | BETA         | Professional          |
| Betacam Digital | Sony      | 4:2:0 (PAL) | 10                      | 3 x 520K                     |                  | 95Mbits                | DCT 2.3:1  | BETA         | Professional          |
| HDCAM           | Sony      | "20:10:10"  | 8/10                    | 3 x 2.2M                     | 1920x1080        | 100Mbits               |            | HDCAM        | Professional          |

### Característiques importants de CCD
- Mida de CCD: Com més gran sigui el sensor millor serà la capacitat per captar llum, això és molt important per captures amb poca llum a més de poder treballar amb obertures de diafragma petites o amb òptiques poc lluminoses. Normalment, com es pot observar a la taula, els CCD professionals es mouen amb valors de 2/3".[3]
- Tecnologia de fabricació del CCD: Les empreses que ocupen el mercat del CCD bàsicament són: Sony i Panasonic. Cada marca té la seva pròpia tecnologia de fabricació, i això és el que influeix en les característiques del mateix dispositiu com ara, senyal-soroll, sensibilitat i smear (franges verticals que apareixen al gravar fonts de llum).
- Píxels del CCD: Per a formats estàndards només necessitem 720x576 píxels per cada sensor del dispositiu (420 kpíxels per CCD aproximadament). Per càmeres de HD necessitem dispositius que proporcionin 2.2 megapíxels (1920x1080).
- Quantificació(processament de senyal): Normalment s'utilitzen esquemes de 4:2:0 en sistemes de gamma baixa, això vol dir que el senyal de color es mostreja a la quarta part de la freqüència de la luminància. Hi ha una petita pèrdua en la resolució del color. Per sistemes de més qualitat s'utilitza 4:2:2, utilitzant un doble amplada de banda per la crominància fent que la freqüència de la luminància sigui 13.5 MHz (enfront 6.75 MHz per la crominància). En sistemes de HD s'utilitza un mostratge molt més alt, ja que el nombre de píxels és molt alt (74 MHz per la luminància i 37 MHz per la croma).
- Bits per mostra: tots els formats utilitzen 8 bits per mostra, menys Digital Betacam que utilitzen 10 bits.
- Compressió de dades: En alta definició hem d'utilitzar compressions molt grans, de l'ordre de (6:7:1) perquè sinó el flux de dades serà molt gran. Normalment s'utilitza compressió MPEG-2 per sistemes de Betacam perquè és eficient alhora d'estalviar espai.[4]

## Adquisició analògica
És una tècnica físico-química amb la qual s'aconsegueixen imatges permanents, gràcies a l'acció de la llum, sobre superfícies sensibilitzades per certs components químics. La pel·lícula és una emulsió química que consta d'una gelatina sobre una base de cegat transparent de cel·lulosa de polièster. Conté components físics fotosensibles com la plata, el clorur, el bromur i el iodur (halurs de plata).
Es pot dir que les fases de què consta l'adquisició cinema es basen en les fases que experimenta la pel·lícula fotogràfica d'una càmera. La necessitat de moltes fotografies per segon ens porta a la necessitat d'un mecanisme específic que permeti el transport ràpid de la pel·lícula dintre de la càmera. Així, per 24 imatges per segon es necessiten 27 metres de negatiu de 35 mm; els xasis de la càmera porten entre 122 i 305 metres. Per treure suaument la cinta de rotllos tan llargs i per emmagatzemar-la un cop impressionada, aquesta ha de córrer contínuament dintre de la càmera mentre que a la càmera fotogràfica ha de córrer sempre que s'impressionin els fotogrames, és a dir, es faci una foto.
El que succeeix químicament és que la llum produeix una reacció química en els cristalls per crear imatges latents consistents en petits grups de punts de plata. Les imatges latents són amplificades bilions de vegades quan el negatiu és processat.

## Adquisició digital versus adquisició analògica
Un frame de color escanejat digitalment a una resolució de 4K per 3K amb una profunditat de 10 bits, conté 50 MBytes d'informació, en canvi dintre d'un quadre d'un negatiu de 35 mm hi ha molta més informació. També existeixen diferències en el marge dinàmic. Les càmeres digitals més completes poden registrar detalls d'ombres en canvi amb molta llum perden textura i color. Així, una càmera dissenyada per un format cinematogràfic (35 mm) ha d'escollir entre la resolució i el rang dinàmic. Al compactar més píxels al sensor CCD per augmentar la resolució fa que es creïn píxels més petits, capturant menys fotons que emmagatzemen menys càrrega i a la vegada una sensibilitat i rang d'exposició menor. A més les càmeres digitals no funcionen bé amb molta exposició a la llum i es perd informació. Els píxels petits requerits per imatges d'alta resolució se saturen amb la llum més ràpid que els píxels grans, fent que la imatge tingui menys qualitat; qualitat molt difícil d'augmentar en els processos de postproducció, perdent així molts detalls. Quant als mètode d'emmagatzemament, actualment les pel·lícules, sempre que estiguin ben emmagatzemades, poden durar centenars d'anys mentre que els arxius digitals són més volàtils, i constantment estan en canvi, fet que augmenta aquest escurçament de vida. Inclús Hollywood està pensant a emmagatzemar títols creats digitalment en pel·lícules per assegurar-ne una vida més llarga.
Amb el vídeo digital obtenim una millora sobre el senyal analògic però el mètode d'emmagatzemament és encara la cinta magnètica o el disc dur, completament volàtils. A favor de l'adquisició digital, s'ha de dir que aquest propi suport en disc ha portat fins a nous i millorats sistemes de compressió i això permet que els ordinadors emmagatzemin gran quantitat d'informació i fa més fàcil i ràpid el procés d'edició i postproducció. Aquesta facilitat ve donada perquè quan el vídeo està emmagatzemat en disc dur podem accedir a imatges aleatòriament i instantàniament.
Per poder fer una bona comparació entre imatges digitals i imatges adquirides analògicament, hauríem de comparar-les amb la mateixes unitats. Alguns fabricants afirmen que una imatge digital té la mateixa qualitat que un negatiu de 35 mm si arriba a tenir 20 Mpíxels, això és equivalent a dir que la imatge té 5500x3600 píxels, suposant que la imatge s'adquireixi en un suport de 24x36 mm necessitaríem una resolució aproximada de 3600 punts per polzada.

## Procés de producció

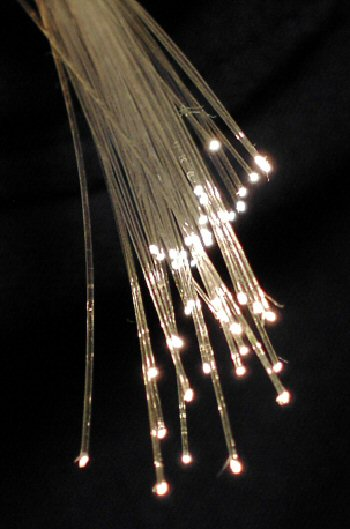
Fibra òptica

Aquesta fase d'anul·lació del negatiu o pel·lícula fotoquímica no és fàcil. Actualment el que es fa és postproducció digital sobre el negatiu, ja que fins al moment no s'ha trobat cap sistema de registre digital que aporti tanta informació tant en quantitat com en qualitat que ofereix el negatiu de 35 mm, tal com hem vist anteriorment. Estan apareixent sensors amb molta resolució (com les càmeres de Cinealta (Sony) proveïdes de CCD de 2/3 de polzada), però la textura encara no és la desitjada i no arriben a matisar tants detalls com les d'una pel·lícula de 35 mm.
Intermediate Digital és una tècnica per portar la filmació fins a una pel·lícula en format digital, abans d'obtenir la còpia final d'aquesta. El projecte filmat amb negatiu és transferit a vídeo o dades (HD, 2K o 4K), per l'edició, efectes, títols i correcció de color per acabar sent transferit de nou a un negatiu per ser reproduït.

### Passos a seguir per una producció intermediate digital
- Pel·lícula: El fet de fer una postproducció digital fa que alhora de l'adquisició no ens limitem només als efectes que ens dona una producció analògica, tant en llum com en ombres, sinó que puguem matisar, digitalment la informació obtinguda. No volem dir crear-la totalment a partir del negatiu sinó només retocar-la, d'aquí la importància del rodatge.
- Format: El sistema 35 mm és el que millor s'adequa, ja que és el que major informació capta per la posterior digitalització, és el que més superfície d'impressió ofereix. Aquest format utilitza de banda a banda (perforacions laterals) l'amplada del negatiu fent que l'àudio no tingui cabuda. Per aquest fet el que es fa és afegir posteriorment, en l'interframe digital, les pistes d'àudio. Podem dir llavors que el 35 mm no és un format d'exhibició sinó de rodatge. En utilitzar aquest format hem de tenir molt en compte l'enquadrament de la càmera.[9]
- Quadre: Un negatiu Super 35 mm necessita un enquadrament molt precís, i ajustat en tot moment, ja que tot el que apareix al quadre és el que s'imprimeix a la pel·lícula.
- Selecció de la bobina per la digitalització: Abans de l'escanejat del negatiu, seleccionem totes les tomes necessàries. Mai es farà trossejant el negatiu sinó empalmant plans. Al muntatge digital no hi haurà negatiu, físicament, sinó que serà virtual, amb les imatges digitalitzades.
- Post-producció: Aquest procés consta de quatre passos fonamentals.

L'escanejat és el primer procés i és on es transforma la imatge analògica, la impresa físicament, a una imatge digital. La qualitat d'aquest escanejat determinarà tot el procés de postproducció. La resolució habitual és de 2K (1K = 1024 píxels) amb 2048x1556 píxels, encara que actualment també existeix 4K amb 4096x3112 píxels. Un format comú per treballar en postproducció és el DPX, que representa la densitat del negatiu escanejat en un format de 10 bits, usualment s'utilitza un arxiu per a cada frame, el qual pot arribar a ocupar fins a 20 o 50 MB. D'aquí que siguin necessaris formats de compressió per minimitzar l'espai.
El Conformat simplement ordena tots els frames escanejats ja en format digital.
En l'edició digital es permet modificar les paletes cromàtiques, contrast i il·luminació del negatiu matisant la informació original. En l'animació clàssica, els dibuixos animats han evolucionat de tal manera que actualment es pinta i es tinta el dibuix fet a mà (i digitalitzat), informàticament.
En software de 3D apareix el MAYA, que permet modelat i animar personatges visuals. O fins i tot els softwares que permeten la captació de moviment de persones reals a través de sensors per ser aplicats a temps real al personatge creat a l'ordinador.
Aquests sistemes 3D també han sigut utilitzats per la creació d'escenaris i decorats virtuals per on es pot desplaçar el mateix personatge gràcies al croma-key i càmeres amb sensors que tenen una correspondència entre elles i la càmera virtual que hi ha dintre de l'ordinador. Una de les plataformes més importants quant a aquest tipus d'animació, edició i muntatge ha estat Silicon Graphics.
El filmat és l'últim pas del procés, on la informació digital, ja modificada, es torna a transformar a pel·lícula, físicament, per poder ser projectats al cinema. Actualment ja hi ha cinemes que projecten directament amb digital, encara que aquesta tècnica no és molt estesa, per culpa de la despesa econòmica que suposa una remodelació de projectors.
- Transport: un cop tot el procés de producció ha finalitzat, el transport cap a les sales projectores del material, pot ser per diferents vies, depenent del tipus de projecció utilitzada. Per a projecció amb cinta, els mitjans no són prou grans com per poder emmagatzemar-ho tot en una sola unitat, això fa que el seu transport sigui difícil perquè necessitem l'equipament necessari, per rebre-ho amb seguretat.

Per a les sales que utilitzen projectors digitals, apareixen noves tecnologies d'enviament, que necessiten programes als servidors de recepció per tal de poder descarregar-se la informació.
Es pot transportar per fibra òptica, sense ser necessari tenir físicament el negatiu. La problemàtica d'aquest tipus de transport és que la fibra òptica no està a l'abast de tothom i no podria arribar a tots els cinemes. En canvi es pot dir que és un sistema molt fiable i segur, ja que exteriorment és impossible interceptar la informació que es transmet a través dels seus cristalls interiors.
Actualment, ha aparegut el transport via satèl·lit, que funciona com una aplicació broadcast, on un emissor transmet a molt receptors alhora, però aquest receptors han de complir unes característiques d'accés condicional, on només hi poden accedir amb autorització.